# Sua Alteza Grão-ducal
Sua Alteza Grão-Ducal (SAG) é um tratamento utilizado pelos membros não-reinantes de algumas famílias alemãs, dirigidas por um grão-duque. Nenhuma família reinante usa o estilo atualmente, embora tenha sido utilizado mais recentemente pela irmã mais nova da falecida grã-duquesa Carlota de Luxemburgo. Desde o casamento desta última com o príncipe Félix de Bourbon-Parma, todos os seus descendentes masculinos têm utilizado o estilo Alteza Real.

## Breve explicação do tratamento
Um grão-duque governante, o seu herdeiro aparente, e respectivos cônjuges usariam o estilo de Alteza Real. A linha masculina descendente de um grão-duque ocupante do trono grão-ducal, que não seja o herdeiro, usaria o estilo de Alteza Grão-ducal. Esta prática foi seguida pelo acordo das famílias governantes de Luxemburgo, de Hesse e do Reno, e Baden. Outras famílias grão-ducais nem existiam antes deste sistema desenvolvido ou controlado por regras diferentes. Atualmente, o estilo é usado apenas pelo dirigente da Casa de Baden, sendo que a família grão-ducal de Hesse extinguiu-se.
Grão-duques e grã-duquesas do Império Russo foram os filhos ou netos do imperador (czar) e usaram o estilo Alteza Imperial. O grão-duque de Toscana utilizou o estilo de Alteza Real para si próprio, mas não é claro o estilo dos outros membros da família que teriam usado na ausência dos estilos austro-húngaros. Até ao momento, o sistema de diferentes classes de "altezas" entrou em uso regular para os parentes dos governantes (no século XIX), os grão-duques de Toscana também foram membros da Casa de Áustria. Como tal, tinham o título de arquiduque e usaram o estilo Alteza Imperial e Real. [carece de fontes?]
Na nobiliarquia, o estilo de Alteza Grão-Ducal estava abaixo do que Alteza Real e Alteza Imperial, mas mais elevado do que Sua Alteza Sereníssima. Se uma mulher com o título de Alteza Real casasse com um homem com o tratamento de Alteza Grão-Ducal, a mulher teria normalmente de manter o seu estilo pré-marital. Além disso, se uma mulher com o tratamento de Alteza Grão-Ducal casasse com um homem com o título de Alteza Sereníssima, ela iria manter o seu estilo pré-marital. No entanto, se uma mulher que ostentasse o estilo de Alteza Grão-Ducal se casar com um homem que ostentasse o estilo de Alteza Real ou Alteza Imperial ela faria, sendo coerente com a tradição estabelecida de conferir estilos, assumir o do seu marido, Alteza Imperial e Real.